# Margarita Guerra
Margarita Guerra Martinière (n. Lima, 20 de julio de 1937) es una historiadora y docente universitaria peruana.

## Biografía
Hija de Amadeo Guerra y Grimanesa Martinière. Cursó sus estudios escolares en el Colegio San José de Cluny (1945-1955). Luego ingresó a la Pontificia Universidad Católica del Perú (PUCP), donde siguió cursos en las facultades de Letras, Educación y Derecho (1956-1963). Obtuvo una beca del gobierno francés para realizar investigaciones en el Archivo Nacional de París; al mismo tiempo estudió en la Universidad de Sorbona (1963-1964).
De regreso al Perú, se graduó de bachiller en Humanidades (1965) y de doctora en Historia (1967), con la tesis «La Confederación Perú-Boliviana a través de los informes de las estaciones navales francesas». También se tituló de Profesora de Segunda Enseñanza en Historia y Geografía (1966).
Ejerce la docencia en la PUCP desde 1965, siendo actualmente la profesora principal del departamento de Humanidades de dicha Universidad. Fue también profesora en la Universidad Femenina del Sagrado Corazón, UNIFE (1975-1996), la Universidad Peruana de Ciencias y Tecnología (1967-1968), la Universidad Ricardo Palma (1969-1975) y la Universidad Nacional San Luis Gonzaga de Ica (1967).
Obtuvo la beca del Instituto de Cultura Hispánica y de la OEA para realizar investigaciones en España (1975-1976).
Es miembro ordinaria del Instituto Riva Agüero de la PUCP y miembro de número de la Academia Nacional de la Historia.
En 2015 fue elegida presidenta de la Academia Nacional de la Historia.

## Publicaciones
Ha publicado:
- Biografía de Agustín Gamarra (en Biblioteca Hombres del Perú, tomo XXIII, 1965).
- «Informes de las estaciones navales francesas y el Perú» (en Cuadernos del Seminario de Historia, número 9, 1968-1969).
- «Documentos sobre tema peruano existentes en el Archivo Nacional de París, 1831-1841» (en Cuadernos del Seminario de Historia, número 10, 1970-1972).
- «Representaciones a la corona española y otros documentos sobre el estado del comercio colonial en 1817» (en Boletín del Instituto Riva Agüero, número 10, 1975-1976).
- Historia general del Perú. Tomo XI: La República Aristocrática (Lima: Editorial Milla Batres, 1984)
- Historia general del Perú. Tomo XII: La República Contemporánea (1919-1980) (Lima: Editorial Milla Batres, 1984)
- La ocupación de Lima (1881-1883) en 2 volúmenes (Lima: PUCP-Instituto Riva  Agüero, 1991 y 1996)
- Historia general del Perú. Tomo VII: La República (1827-1899) (Lima: Editorial Brasa, 1994).
- Historia general del Perú. Tomo VIII: La República (1899-1948) (Lima: Editorial Brasa, 1994).
- Historia general del Perú. Tomo IX: La República (1948-2000) (Lima: Editorial Brasa, 1994).
- Felipe Santiago Salaverry (Lima: Brasa, 1995)
- Manuel A. Odría (Lima: Brasa, 1995)

En colaboración con Félix Denegri Luna compiló tres volúmenes de la Obra gubernativa y epistolario de Bolívar (en CDIP, tomo XIV, 1975).
Ha publicado también numerosos artículos y colaboraciones en libros y revistas.